# Adrianus Johannes Simonis
Adrianus Johannes Simonis   (Lisse, 26 de novembre de 1931 - Sassenheim, 2 de setembre de 2020) fou un cardenal de l'Església catòlica neerlandès. Serví com a arquebisbe d'Utrecht entre 1983 i 2007, sent elevat al Col·legi de Cardenals el 1985.

## Biografia
Simonis va néixer a Lisse, Holanda del Sud, el segon fill d'onze germans. Estudià al seminari menor de Hageveld entre 1945 i 1951, i al seminari major de Warmond entre 1951 i 1957. Va ser ordenat al presbiterat pel bisbe Martine Jansen el 15 de juny de 1957, realitzant tasca pastoral a la diòcesi de Rotterdam fins al 1959, servint com a rector a la parròquia de Sant Víctor de Waddinxveen i després a la dels Sants Màrtirs de Gorinchem a Rotterdam.
Entre 1959 i 1966 prosseguí els seus estudis a la Universitat Pontifícia de Sant Tomàs d'Aquino (Angelicum) i al Pontifici Institut Bíblic, on obtingué un doctorat cum laude en exegèsia bíblica amb una tesi titulada "Jesús com el Bon Pastor a l'Evangeli de Sant Joan".
En tornar als Països Baixos, serví com a rector a la parròquia del Sant Sagrament de La Haia (1966-1970) i capellà de l'Hospital de la Creu Roja. Esdevingué canonge del capítol de la catedral de Rotterdam al març de 1969.
El Papa Pau VI el nomenà bisbe de Rotterdam el 29 de desembre de 1970, sent consagrat el 20 de març de 1971 pel cardenal Bernard Jan Alfrink. El nomenament d'un prevere conservador a la progressiva Església catòlica als Països Baixos causà un terrabastrall, i Simonis hagué de dedicar-se a promoure la unitat i l'harmonia a la seva comunitat. Simonis esdevingué arquebisbe coadjutor d'Utrecht el 27 de juny de 1983, esdevenint arquebisbe d'Utrecht i metropolità dels Països Baixos el 3 de desembre de 1983. Antic president de la Conferència Episcopal Neerlandesa, Simonis donà un gran suport a la visita del Papa Joan Pau II als Països Baixos al 1985.
Va ser elevat al Col·legi de Cardenals durant el consistori del 25 de maig de 1985, amb el títol de cardenal prevere de Sant Clemente, sent el setè cardenal de l'Església neerlandesa. A la Cúria Pontifícia va s membre de la Congregació per als Instituts de Vida Consagrada i Societats de Vida Apostòlica i de la Congregació per a l'Educació Catòlica i del Consell Pontifici per a la Promoció de la Unitat dels Cristians. Va ocupar aquests càrrecs fins que va fer 80 anys, el 26 de novembre de 2011.
El cardenal Simonis va ser un dels cardenals electors en el que participaren al conclave de 2005 que escollí el Papa Benet XVI.
El cardenal Simonis envià la seva carta de dimissió com a arquebisbe d'Utrecht al Papa Benet XVI el 13 de novembre de 2006, i el Papa l'acceptà el 14 d'abril de 2007, dos mesos abans que Simonis celebrés el seu jubileu d'or com a prevere, el 15 de juny. Simonis continuà al capdavant de l'arxidiòcesi com a administrador apostòlic, fins que el seu successor, Wim Eijk, no va prendre possessió de la seu l'11 de desembre.

## Controvèrsia
El 2011 el cardenal Simonis va testificar el 25 de gener que no tenia cap paper en el nomenament o destitució d'un sacerdot catòlic acusat de drogar i violar un jove. La breu aparició del cardenal Simonis al Tribunal de Districte de Middelburg va marcar la primera vegada que un clergue d'alt nivell havia aparegut en un tribunal holandès per respondre a preguntes sobre abusos a l'Església. La víctima, Dave ten Hoor, digué que va ser drogat i violat dues vegades pel capellà, identificat només com a "pare Jan" N., el 1989 i 1990 a la ciutat meridional de Terneuzen. "Jo no el conec en absolut", va dir Simonis del pare Jan, afegint que no tenia res a veure amb el seu destí com a capellà Terneuzen. Simonisestava barrejat en el cas, ja que abans de passar a Terneuzenel Pare Jan també suposadament havia abusat de nensen un centre juvenil dirigit per l'ordre salesiana a Rijswijk, un poble als afores de la Haia. En aquells moments, Simonis era bisbe de Rotterdam i Rijswijkestava dins de la seva diòcesi. No obstant això el cardenal Simonis va dir que havia visitat el centre d'una sola vegada per a una festa i no recordava haver-se trobat amb el capellà, tot i que no descartava que li poguessin haver presentat.
D'acord amb Ràdio Nederland Mundial:
"El cardenal va explicar el llavors bisbe de Rotterdam, PhilippeBär, li havia dit que el sacerdot havia abusat sexualment de nens menors d'edat a la seva parròquia a Zoetermeer. El bisbe Bär volia fora el sacerdot de la seva diòcesi. Mons Simonis després ho arreglà perquè l'home fos traslladat a una parròquia a Amersfoort.
El cardenal va mantenir la parròquia d'Amersfoort en la foscor sobre el comportament i les conviccions de pedofília dels sacerdots. El mateix sacerdot digué que el cardenal no va fer res per controlar com es desenvolupava la situació.
Els pares que es van queixar del sacerdot al cardenal Simonis no se'ls va donar cap ajuda. HannekeBrunt, de qui el fill escolà va ser abusat: «Simonis em va dir - "Això no passa a l'Església Catòlica Romana. Nosaltres no fem això.» La víctimad'abusosErwin Meester digué que el cardenal Simonis«voluntàriament i intencionadament va donar la seva protecció a un pedòfil, quan hauria d'haver estat protegint els fidels a la seva cura.
El cardenal Simonis, ara retirat, va causar furor [el 2010], en comentar sobre l'abús en una entrevista en un programa de televisió. Parlant en alemany, va dir :. "Wirhaben és nichtgewusst (No ho sabíem)" Digué que es va ocupar de tots els casos d'abusos que van ser portats a la seva atenció "molt acuradament"

## Honors
Balí cavaller de Justícia del Sacre Orde Militar Constintanià de Sant Jordi (Casa de Borbó-Dues Sicílies)